# Florence Seibert
Florence Barbara Seibert (ur. 6 października 1897 w Easton, zm. 23 sierpnia 1991 w Saint Petersburgu) – amerykańska biochemiczka, znana z prac nad tuberkuliną i wyizolowania oczyszczonej białkowej pochodnej tuberkuliny, co pozwoliło na opracowanie próby tuberkulinowej.
W 1918 uzyskała bakalaureat w Goucher College. Następnie studiowała na Uniwersytecie Yale, gdzie obroniła doktorat w 1923.
Od 1932 do przejścia na emeryturę w 1958 pracowała na Uniwersytecie Pensylwanii.
Otrzymała doktoraty honoris causa na Uniwersytecie Chicagowskim, Uniwersytecie Pensylwanii,  Lafayette College,  Goucher College i Medical  College  of  Pennsylvania. W 1942 American Chemical Society przyznało jej Medal Garvana. 